# Meczet Imama
Meczet Imama  (pers. مسجد امام, Masdżed-e Emam), także meczet Królewski  (pers. مسجد سلطانی, Masdżed-e Soltani) – meczet w Isfahanie, w Iranie, w południowej części placu Imama. Wraz z placem znajduje się na liście światowego dziedzictwa UNESCO.

## Historia i opis
Meczet został zbudowany w okresie panowania dynastii Safawidów. Jego budowę rozpoczął szah Persji Abbas I Wielki w 1611 roku; zakończenie budowy miało miejsce za panowania jego następcy, szacha Safiego w 1630 roku; w 1638 roku, dodano marmurową lamperię. Głównym inżynierem budowy był Ali Akbar Isfahani a generalnym wykonawcą Muhibb Ali Beg.
Meczet ma wymiary 100 × 130 metrów. Został wzniesiony na planie czterech iwanów, usytuowanych wokół centralnego dziedzińca, z których prowadzi droga do przykrytych kopułami sal. Główna sala modlitw, jak i cztery iwany, ozdobione są wspaniałą mozaikową dekoracją w siedmiu kolorach i kaligraficznymi inskrypcjami. Kopuła nad salą modlitw wznosi się na wysokość 36 metrów a całkowita wysokość kopuły to 51 metrów.
Meczet jest przedstawiony na rewersie irańskiego banknotu 20 000 riali

## Galeria

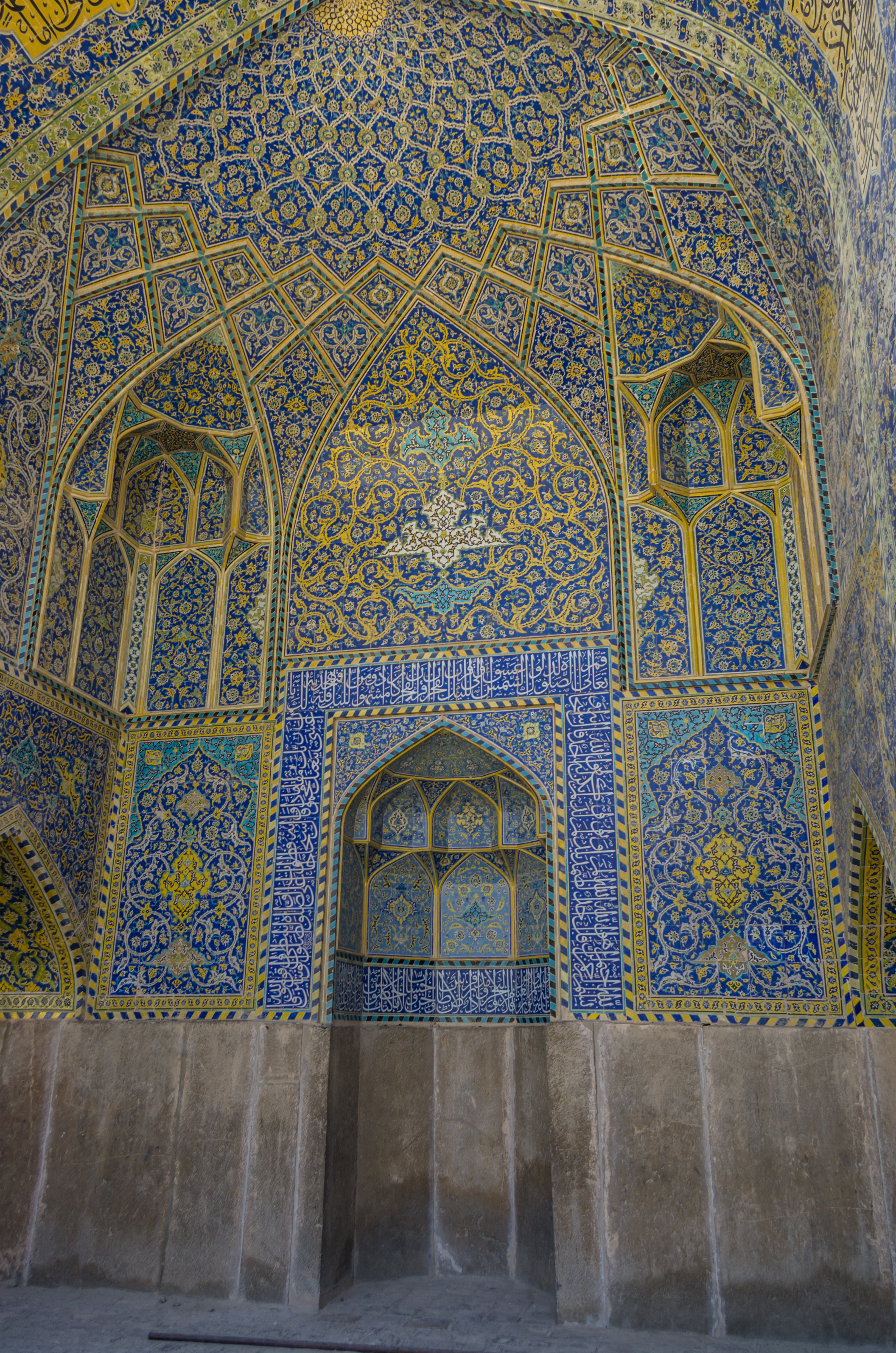
Mozaika na sklepieniach meczetu
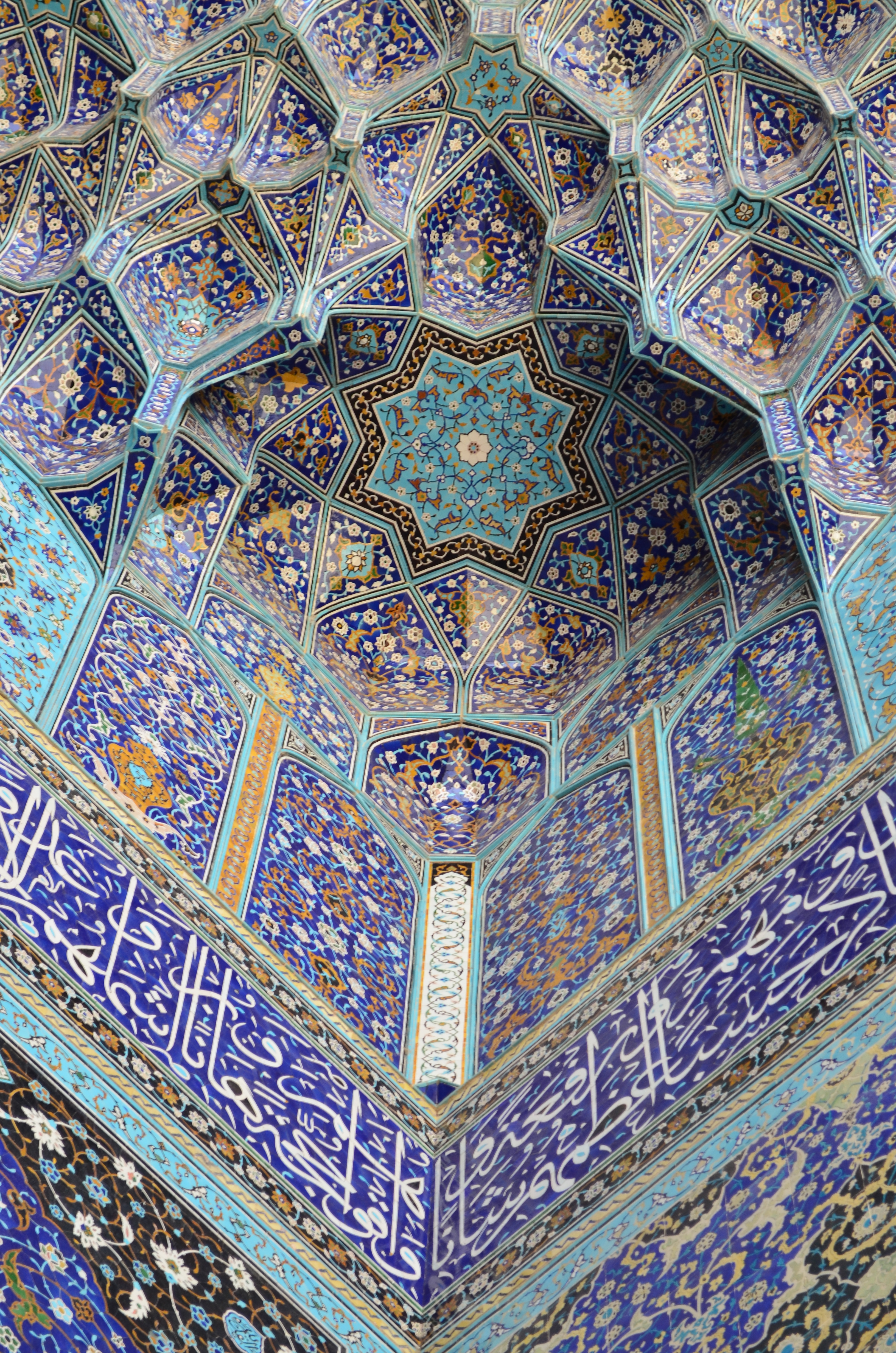
Sala modlitw
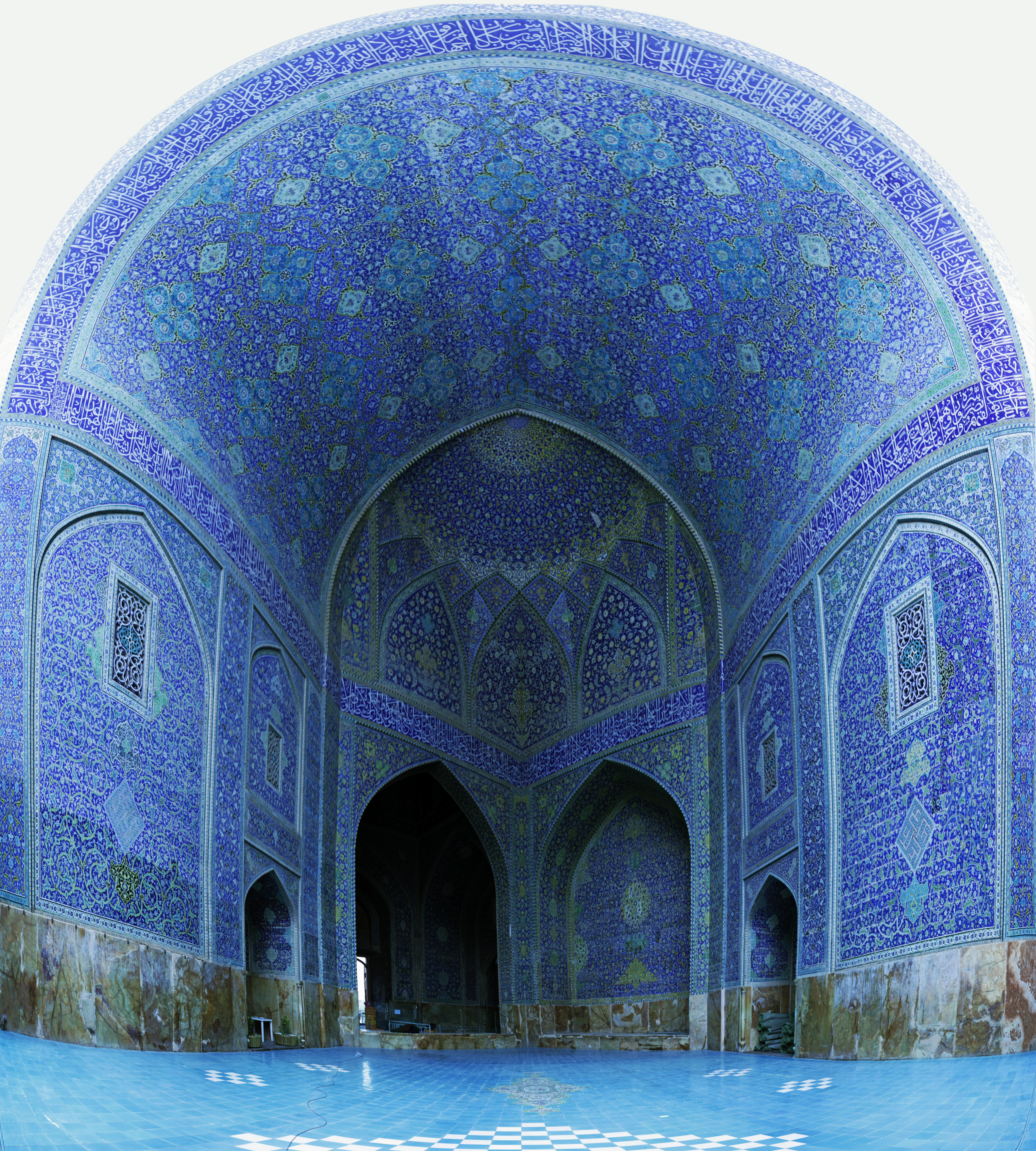
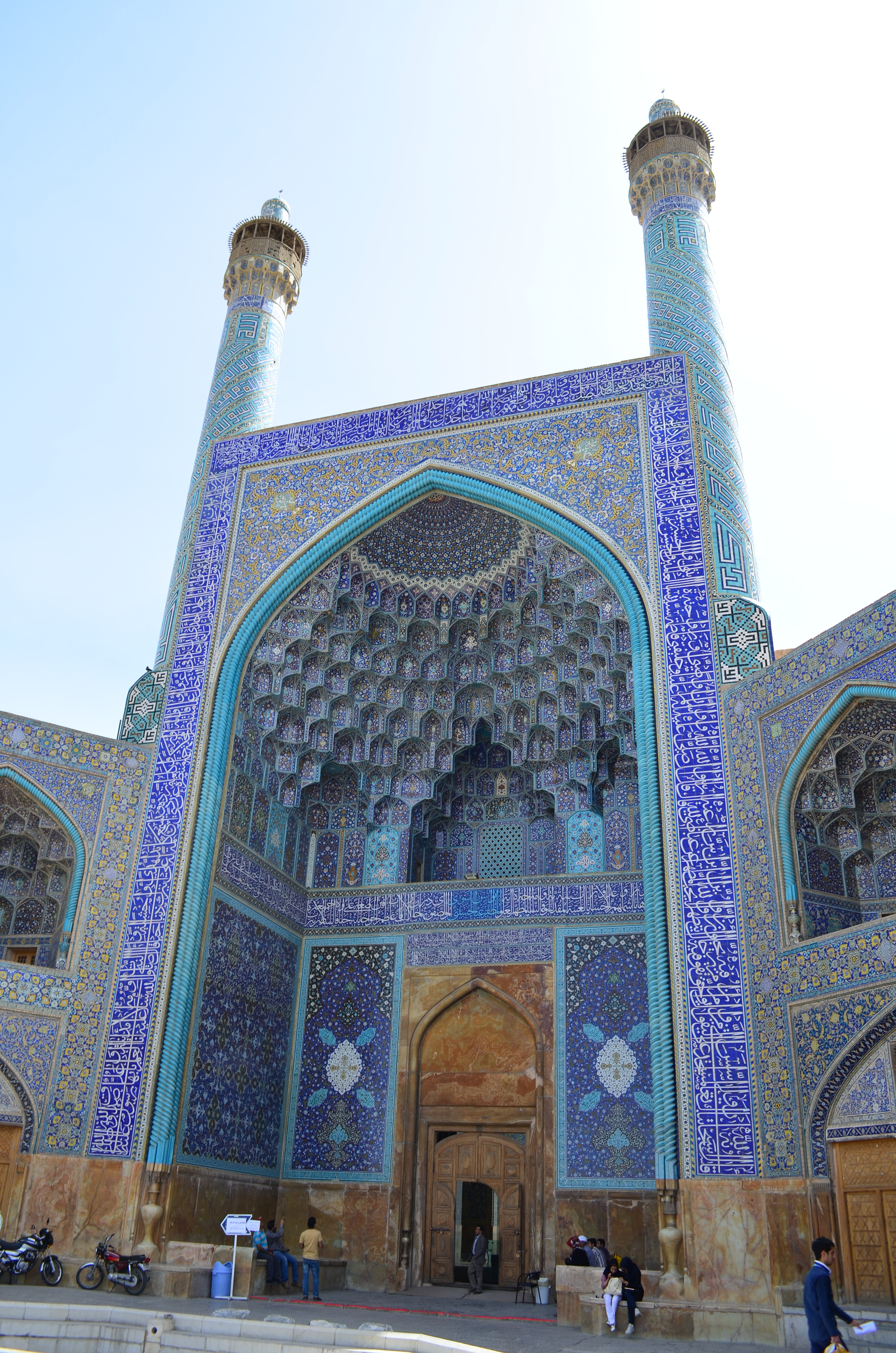
Jeden z iwanów
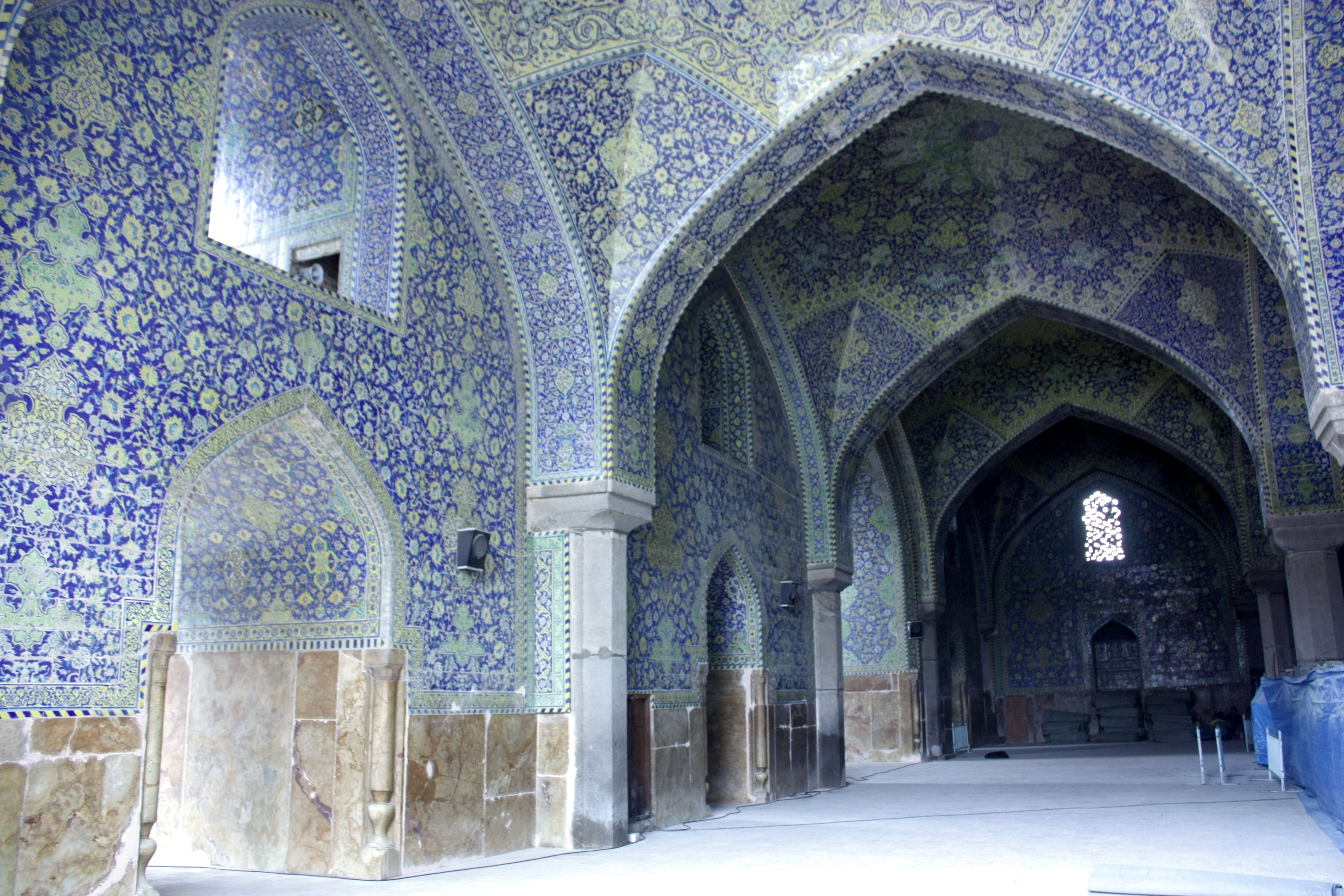
Widok od środka meczetu